# Christoph Weihe
Christoph Weihe (* 5. März 1954 in Halberstadt) ist ein deutscher Bildhauer, Medailleur und Steinmetz.

## Leben und Wirken
Christoph Weihe wuchs in Brehna auf, wo er in der väterlichen Werkstatt mit der Bildhauer- und Steinmetzkunst vertraut wurde. Er entstammt einer Familie, in der es viele Künstler und Pastoren gibt, sein Großvater war der Halberstädter Domprediger Paulus Hinz. Er ist mit den Bildhauern Erdmann-Michael Hinz und Johann-Peter Hinz verwandt. Nach dem Abitur 1972 studierte er von 1974 bis 1980 an der Hochschule für industrielle Formgestaltung Halle, Burg Giebichenstein bei Gerhard Lichtenfeld und Bernd Göbel. Seit 1981 ist er freischaffend in Halle (Saale) tätig. Bis 1990 war er Mitglied des Verbands Bildender Künstler der DDR. Er hat mehrere Kunstwerke für den öffentlichen Raum geschaffen. Weihe arbeitet auch als Medailleur, unter anderem gestaltete er zusammen mit fünf Kollegen (Bernd Göbel, Carsten Theumer, Marcus Golter, Heidi Wagner-Kerkhof, Maya Graber) die silberne Festmedaille „Sterne von Halle“ zum 1200-jährigen Stadtjubiläum von Halle/Saale. Diese Arbeit wurde 2006 bei der erstmaligen Verleihung des Deutschen Medailleurpreises „Johann Veit Döll“ von der Deutschen Gesellschaft für Medaillenkunst unter die „zehn besten zeitgenössischen Medaillen“ des Jahres gewählt. Die Medaille wurde auch im deutschen Beitrag zur Medaillenweltausstellung (FIDEM) 2007 in Colorado Springs gezeigt. Danach wurde ein Exemplar vom Münzkabinett des British Museums und von der Kunstmuseum Moritzburg in Halle/Saale angekauft.
Weihe ist seit 1982 verheiratet und hat drei Kinder. Er ist der Bruder des Bildhauers Michael Weihe.

## Arbeiten im öffentlichen Raum  (Auswahl)

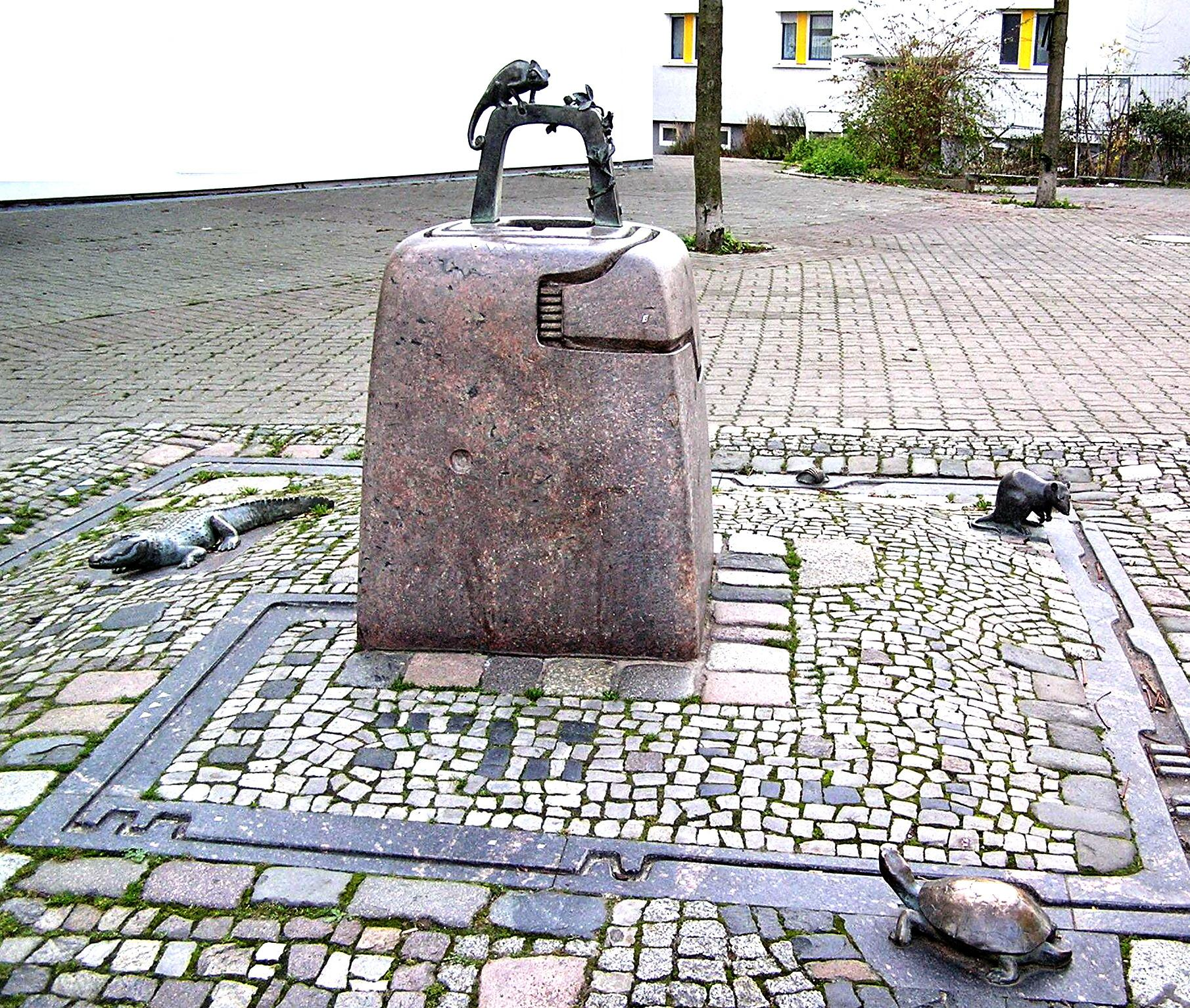
Brunnenstein (Chamäleonbrunnen) in Halle (Saale), Geiststraße (1992)
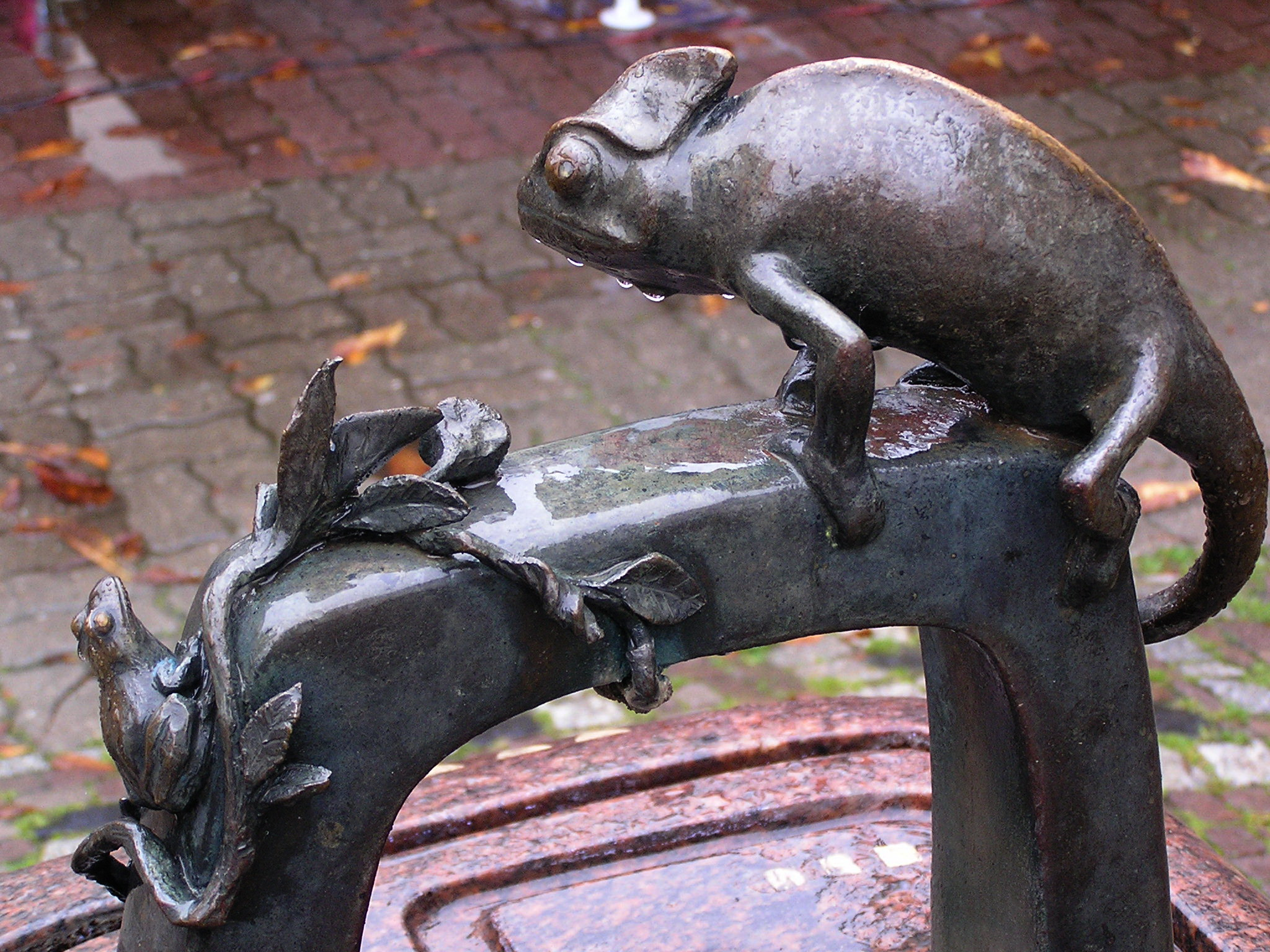
Chamäleonbrunnen
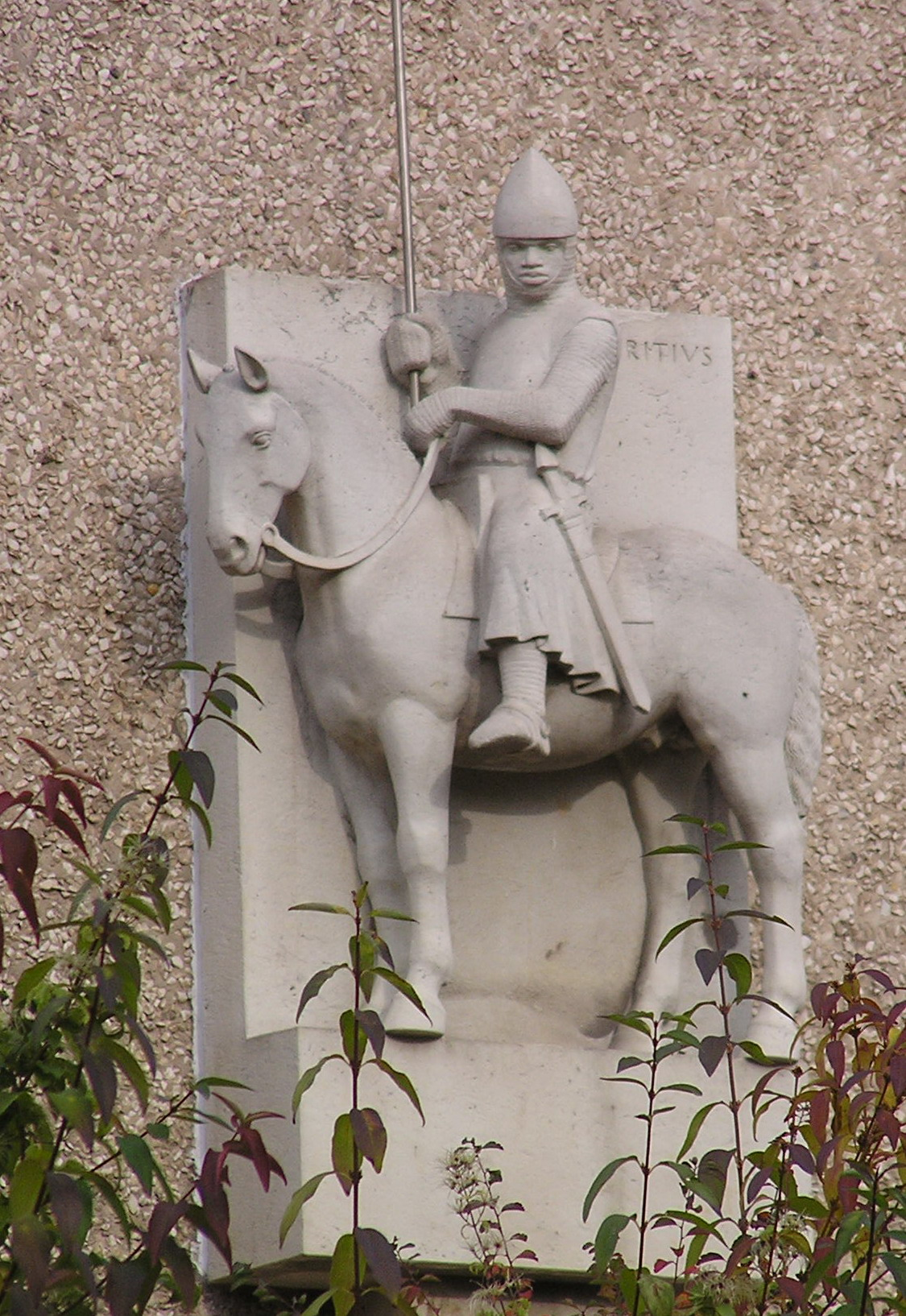
Mauritius, Reiterfigur in Sandstein, in Halle (Saale), Brunos Warte, (1987)
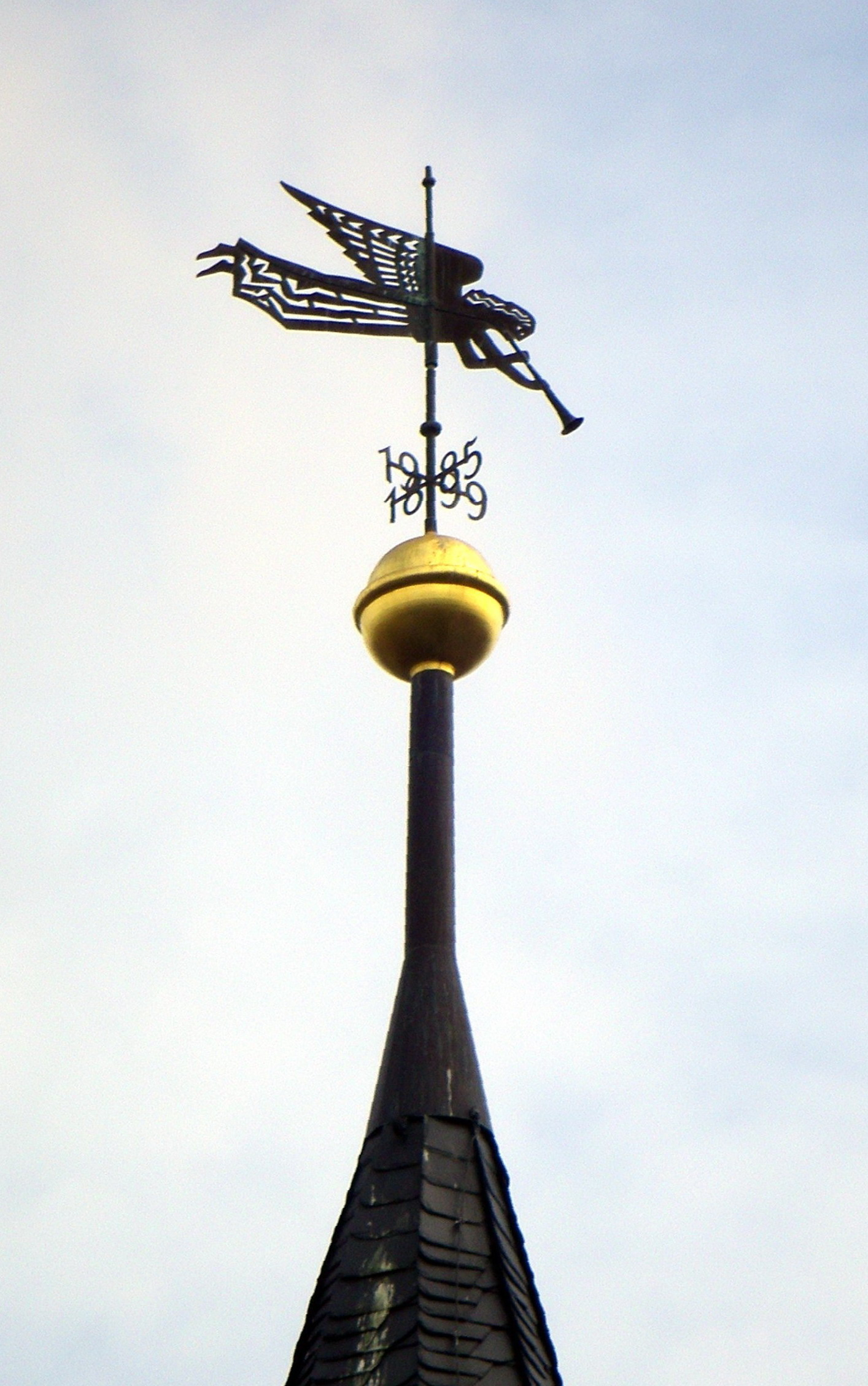
Wetterfahne auf der Kirche in Nietleben

- Figurenbrunnen in Nebra (Unstrut)